# Adolfo Bioy Casares
Adolfo Bioy Casares (1914. szeptember 15., Buenos Aires – 1999. március 8., Buenos Aires) argentin költő, fordító, szerkesztő és sci-fi-szerző.

## Élete
Adolfo Bioy Casares nagyszülei ír emigránsok voltak. Első novelláját 11 évesen Iris y Margarita címmel írta. Jorge Luis Borges barátja és munkatársa is volt egyben.

## Munkássága
- La invención de Morel (1940)
- Plan de evasión (1945)
- El sueño de los héroes (1954)
- Diario de la guerra del cerdo (1969)
- Dormir al Sol (1973)
- La aventura de un fotógrafo en La Plata (1985)
- Un campeón desparejo (1993)

## Magyarul
- Aludj a napon. Regény; ford. Csuday Csaba, utószó Szőnyi Ferenc; Európa, Bp., 1979 (Modern könyvtár)
- Morel találmánya. Tudományos fantasztikus regény; ford. Benczik Vilmos, tan. Benczik Vilmos; Kozmosz Könyvek, Bp., 1981 (Kozmosz fantasztikus könyvek)
- A holdbéli nyúl. Válogatás Jorge Luis Borges társszerzővel írt műveiből [Margarita Guerrero, Adolfo Bioy Casares]; vál., szerk. Scholz László, ford. Bényei Tamás et al.; Európa, Bp., 2000

## Fordítás
- Ez a szócikk részben vagy egészben  az   Adolfo Bioy Casares című angol Wikipédia-szócikk fordításán alapul.  Az eredeti cikk szerkesztőit annak laptörténete sorolja fel. Ez a jelzés csupán a megfogalmazás eredetét és a szerzői jogokat jelzi, nem szolgál a cikkben szereplő információk forrásmegjelöléseként.